# Marrubium cylleneum
Marrubium cylleneum  ist eine Pflanzenart aus der Gattung Andorn (Marrubium) innerhalb der Familie der Lippenblütler (Lamiaceae).

## Beschreibung

### Vegetative Merkmale
Marrubium cylleneum ist eine ausdauernde, krautige Pflanze und erreicht Wuchshöhen bis zu 30 Zentimetern. Die Behaarung (Indument) der Pflanzenteile bestehen aus gelblichen Trichomen. Die Stängel sind wollig-filzig behaart, unverzweigt oder mit einigen kurzen, nicht-blühenden Zweigen versehen.
Die Laubblätter sind Blattstiel und -spreite gegliedert. Die Blattstiele sind kürzer als die Blattspreiten. Die Blattspreite ist breit-verkehrt-eiförmig bis rundlich.

### Generative Merkmale
Die Blütezeit reicht von Juni bis August. Der Blütenstand besteht aus kugelförmigen, vielblütigen Scheinquirlen. Die Vorblätter sind pfriemlich und kürzer als die Kelchröhre.
Die zwittrige Blüte ist zygomorph und fünfzählig mit doppelter Blütenhülle. Die fünf Kelchblätter sind drei Viertel bis zwei Drittel ihrer Länge zu einer 5 bis 6,5 Millimeter langen Kelchröhre verwachsen. Die Kelchzähne sind so lang wie die zehnrippige Kelchröhre und deutlich weniger behaart sind als in der ähnlichen Art Marrubium thessalum. Die Krone ist gelblich. Die Kronröhre ist unterhalb der Mitte plötzlich eingeschnürt. Die Oberlippe ist länglich und bis zu einem Drittel oder bis zur Hälfte in zwei spatelförmige Zipfel geteilt. Die Seitenlappen der Unterlippe sind deutlich kleiner als der Mittellappen.
Die Chromosomenzahl beträgt 2n = 22.

## Vorkommen
Marrubium cylleneum ist ein Endemit der nördlichen Gebirge des Peloponnes. Angaben aus dem südlichen Albanien beziehen sich wahrscheinlich auf Marrubium thessalum.
Marrubium cylleneum besiedelt felsiges, beweidetes Gelände und Ruhschutt auf Kalk in einer Höhenlage von 1200 bis 2100 Metern.

## Taxonomie
Die Erstbeschreibung von Marrubium cylleneum erfolgte 1859 durch Pierre Edmond Boissier und Theodor von Heldreich in Diagnoses Plantarum Orientalium novarum, Serie 2, Band 4, Seite 51. Ein Synonym von Marrubium cylleneum Boiss. & Heldr. ist Marrubium velutinum subsp. cylleneum (Boiss. & Heldr.) Nyman.